# Bustul lui Liviu Rebreanu din Bistrița
Bustul lui Liviu Rebreanu din Bistrița este un monument istoric aflat pe teritoriul municipiului Bistrița, operă a sculptorului Romulus Ladea.

## Galerie

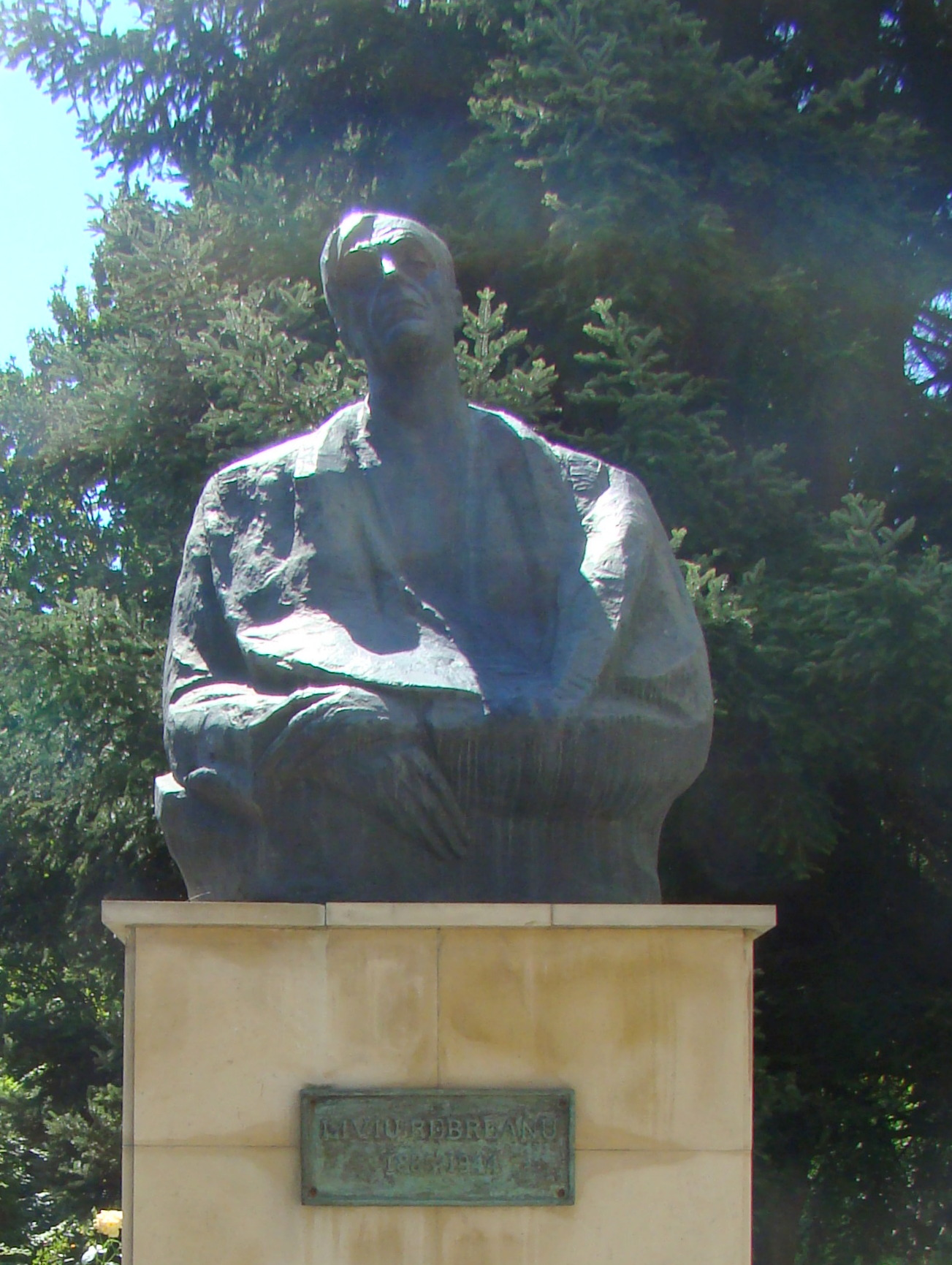
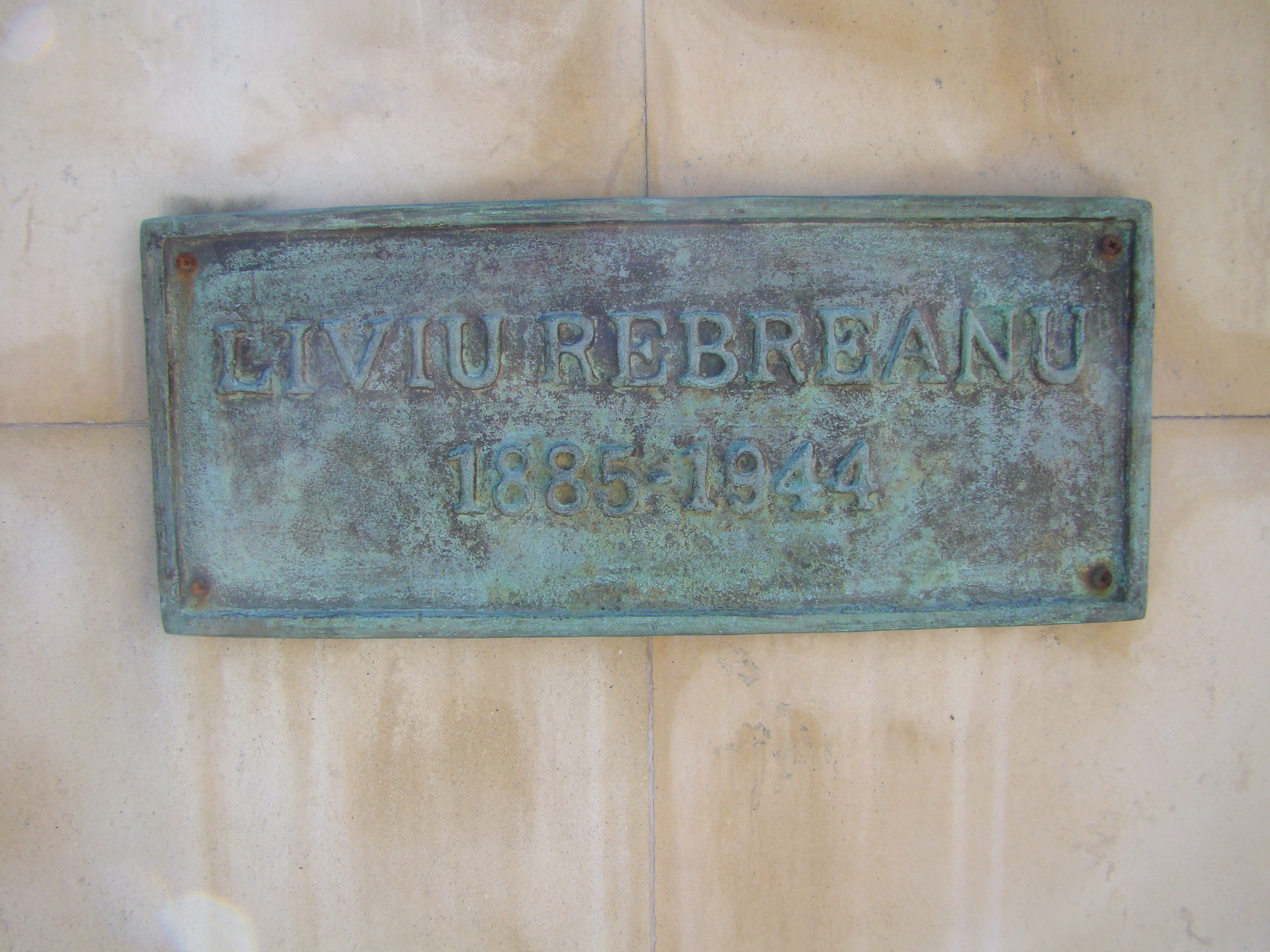
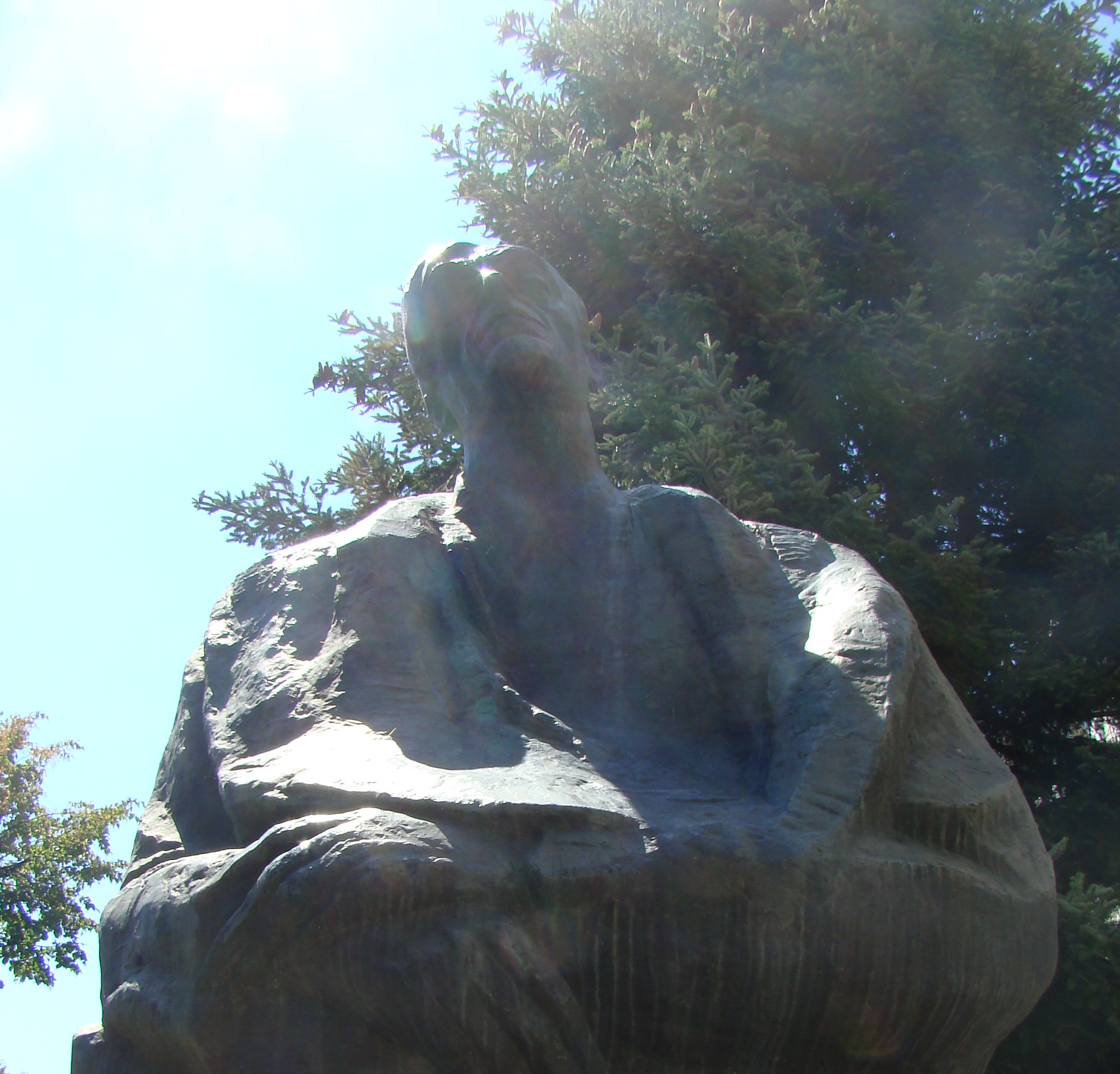
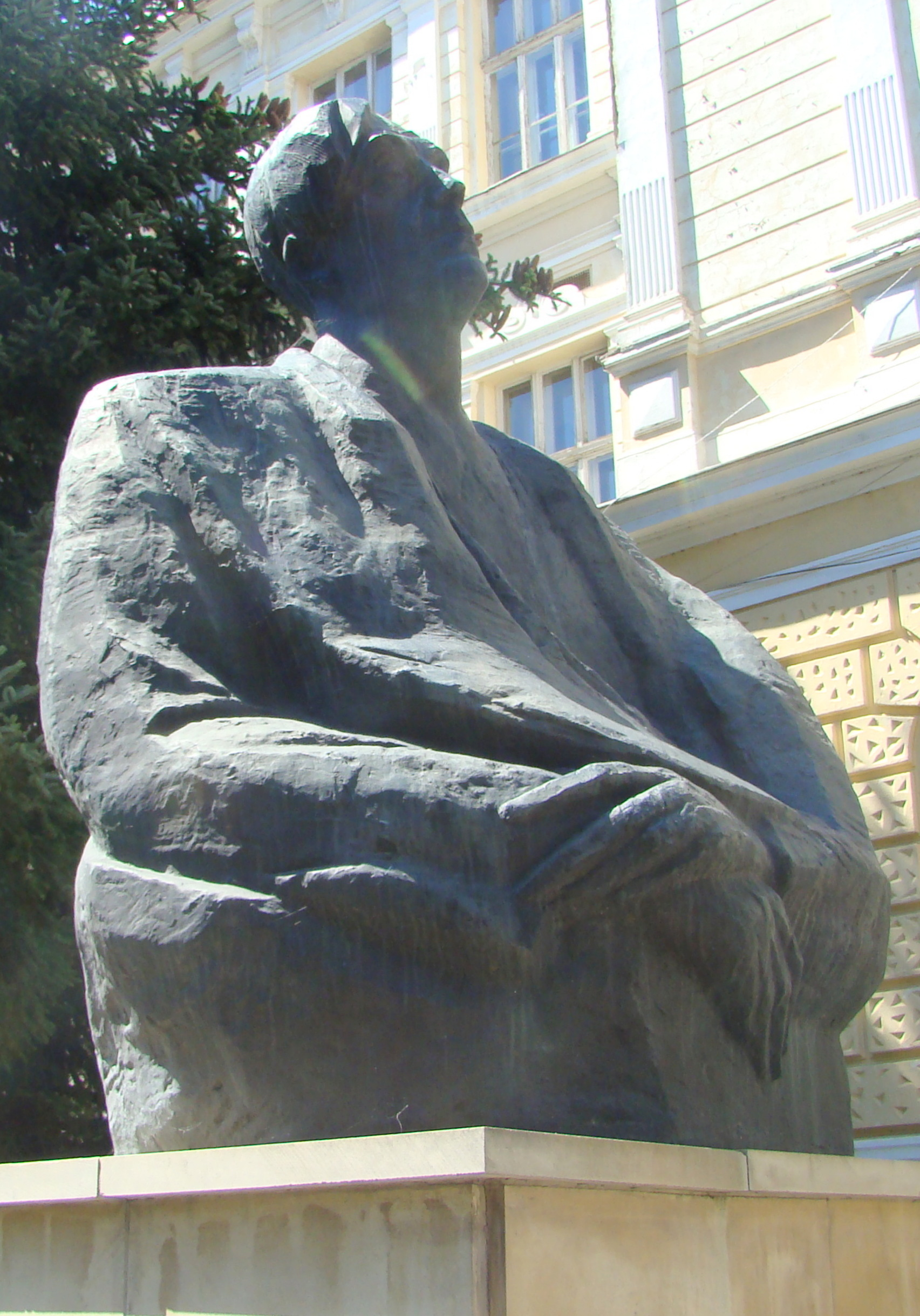
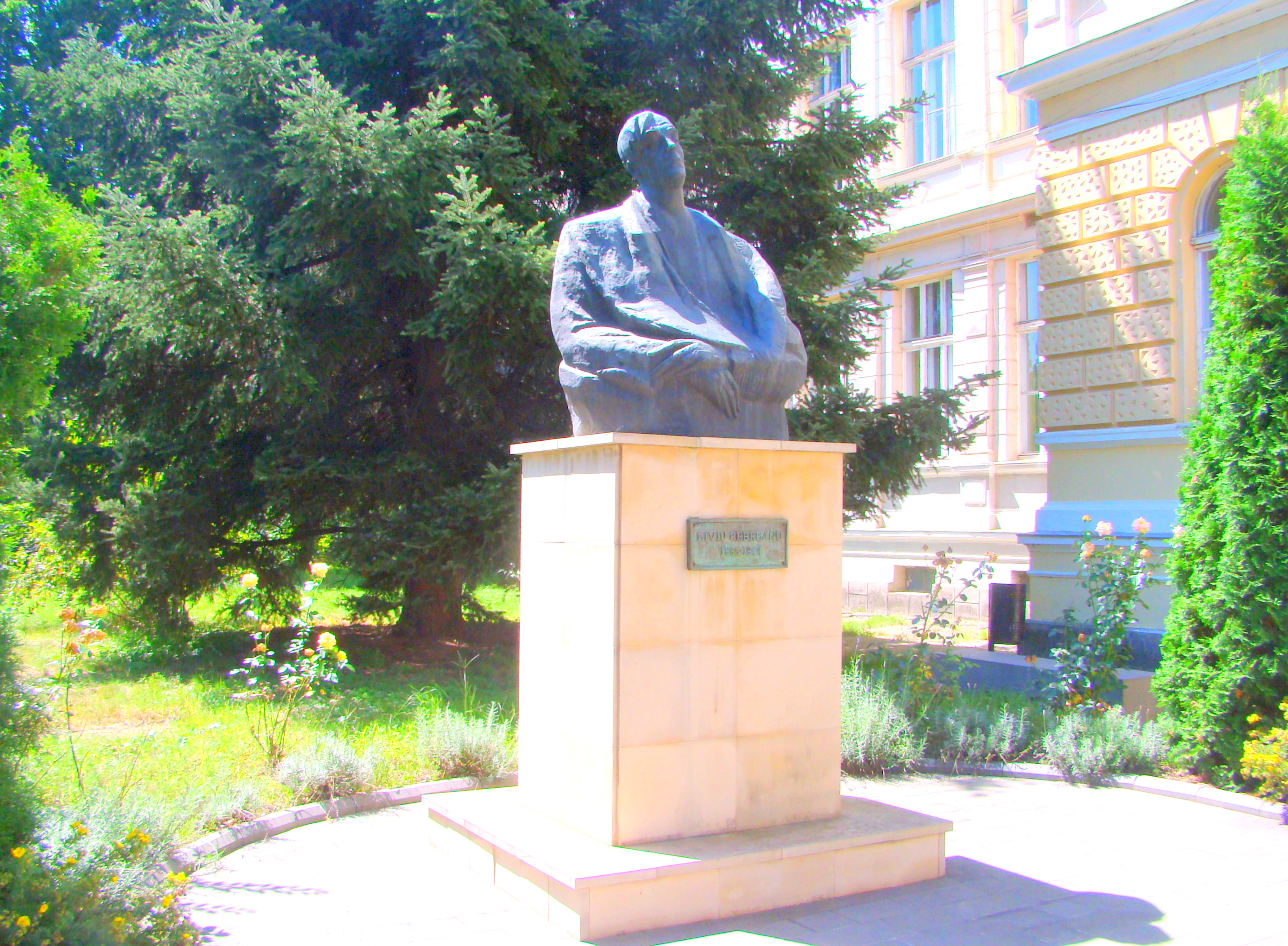